# Televisión digital terrestre en Uruguay
La televisión digital terrestre en Uruguay nació por iniciativa del Gobierno uruguayo y se encuentra en pleno proceso de desarrollo y difusión. Forma parte del Plan de Telecomunicaciones de Antel con el cese de las  transmisiones analógicas y la implementación de la TV Digital en dicho país.

## Historia

Mapa de sistemas utilizados en la televisión digital en el mundo

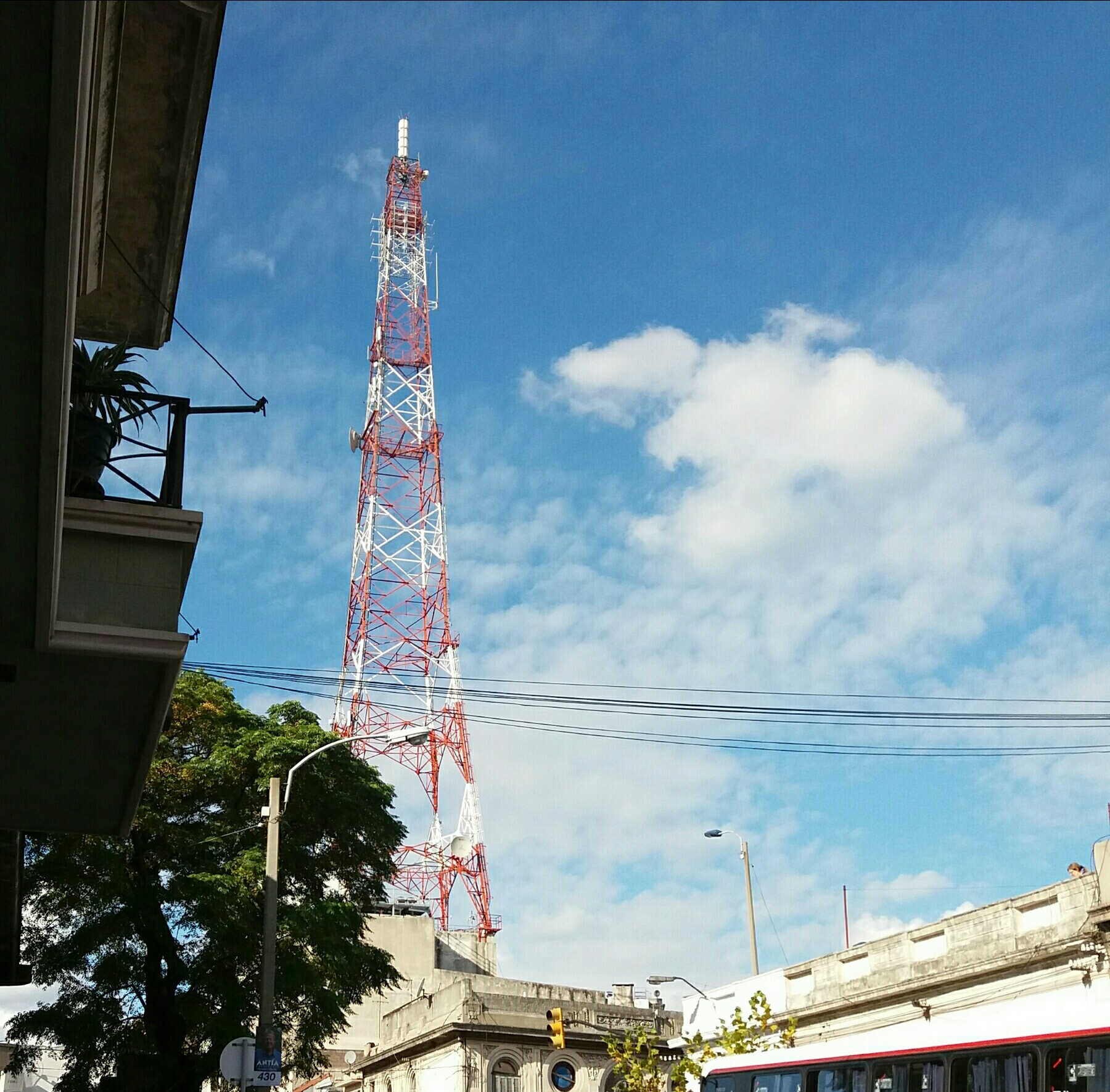
Torre desde donde salen las señales TDT de Canal 5.

En agosto de 2007 el Poder Ejecutivo aprobó mediante decreto el estándar europeo DVB-T/DVB-H, la decisión se tomó por las oportunidades que ofrecía frente a sus otros rivales. 
El 9 de marzo de 2010 se firmó un convenio de financiación con la Unión Europea para comenzar las pruebas de transmisión de televisión digital según la norma.
El 27 de diciembre de 2010 el gobierno decidió la norma  ISDB-Tb para la transmisión de televisión digital, anulando el sistema anteriormente elegido DVB-T.
Desde 2012 empiezan las pruebas de transmisión de Canal 5 con sus señales en formato SD, HD Y One Seg.
Durante los años 2014 y 2015, los canales del interior empezaron a transmitir sus señales en TDT. También se había aprobado la salida en TDT de Canal 10 Nuevavisión (Guichón/Young) y luego de una licitación se aprobó la salida de señales adicionales para Canal 3 de Florida, Soy Tacuarembó TV y Canal 38 RBTV de Río Branco; de todas estas señales, solo se lanzó la última de las mencionadas. También se adjudicaron frecuencias para la mayoría de las intendencias departamentales, de las cuales solo se lanzó TV Ciudad (Montevideo).
A fines del año 2013 empiezan formalmente los canales privados de Montevideo: Canal 4,  Canal 10 y Teledoce. 
En 2015 se sumó TV Ciudad. Luego de una licitación se aprobaron señales adicionales para que Giro TV, VTV, MEC y PIT-CNT transmitieran en Montevideo y Área metropolitana, pero ninguna de ellas se lanzó. Aun así, en 2016 el canal del PIT-CNT empezó a hacer uso de su frecuencia para pruebas de transmisión y así mantener la concesión, por lo que durante algunos años se mantuvo emitiendo únicamente una señal de ajuste.

## Canales
| Mux | Subcanal digital | Canal virtual | Señal                                | Programación                                 | Relación de aspecto | Resolución | Área de cobertura |
| --- | ---------------- | ------------- | ------------------------------------ | -------------------------------------------- | ------------------- | ---------- | --- |
| 21  | 1                | 13.1          | Canal 13 Cerro del Verdún HD (Minas) | Retransmite Teledoce y La Red                | 16:9                | 1080i HDTV | Departamento de Lavalleja. |
| 21  | 2                | 13.2          | Canal 13 Cerro del Verdún SD (Minas) | Retransmite Teledoce y La Red                | 16:9                | 576i SDTV  | Departamento de Lavalleja. |
| 24  | 1                | 7.1           | Canal 7 HD (Punta del Este)          | Retransmite programas de Kuarzo (Argentina). | 16:9                | 720p HDTV  | Departamento de Maldonado. |
| 24  | 2                | 7.2           | Canal 7 SD1 (Punta del Este)         | Retransmite programas de Kuarzo (Argentina). | 16:9                | 576i SDTV  | Departamento de Maldonado. |
| 24  | 3                | 7.3           | Canal 7 SD2 (Punta del Este)         | Retransmite programas de Kuarzo (Argentina). | 16:9                | 576i SDTV  | Departamento de Maldonado. |
| 24  | 1                | 7.1           | Durazno TV HD                        | Programación local                           | 16:9                | 1080i HDTV | Departamento de Durazno. |
| 24  | 2                | 7.2           | Durazno TV SD1                       | Retransmite Canal 13 Cerro del Verdún        | 16:9                | 576i SDTV  | Departamento de Durazno. |
| 24  | 3                | 7.3           | Durazno TV SD2                       | Retransmite Teledoce                         | 16:9                | 576i SDTV  | Departamento de Durazno. |
| 25  | 1                | 7.1           | Canal 7 Tacuarembó HD                | Retransmite La Red                           | 16:9                | 1080i HDTV | Departamento de Tacuarembó. |
| 25  | 2                | 7.2           | Canal 7 Tacuarembó SD                | Retransmite La Red                           | 4:3                 | 576i SDTV  | Departamento de Tacuarembó. |
| 26  | 1                | 26.1          | PIT-CNT HD                           | Sin servicio.                                | 16:9                | 1080i HDTV | Montevideo y Área metropolitana. |
| 26  | 2                | 26.2          | PIT-CNT SD                           | Sin servicio.                                | 16:9                | 576i SDTV  | Montevideo y Área metropolitana. |
| 26  | 3                | 26.31         | PIT-CNT 1seg                         | Sin servicio.                                | 1seg                | 1seg       | Montevideo y Área metropolitana. |
| 27  | 1                | 3.1           | Artigas TV HD                        | Retransmite La Red                           | 16:9                | 1080i HDTV | Departamento de Artigas. |
| 27  | 2                | 3.2           | Artigas TV+                          | Retransmite La Red                           | 16:9                | 1080i HDTV | Departamento de Artigas. |
| 27  | 3                | 3.31          | Artigas TV 1seg                      | Retransmite La Red                           | 1seg                | 1seg       | Departamento de Artigas. |
| 28  | 1                | 3.1           | Canal 3 Colonia HD                   | Retransmite Canal 4                          | 16:9                | 1080i HDTV | Departamento de Colonia. |
| 28  | 2                | 3.2           | Canal 3 Colonia SD1                  | Retransmite Canal 4                          | 16:9                | 576i SDTV  | Departamento de Colonia. |
| 28  | 3                | 3.3           | Canal 3 Colonia SD2                  | Retransmite Canal 4                          | 16:9                | 576i SDTV  | Departamento de Colonia. |
| 28  | 4                | 3.4           | Canal 3 Colonia 1seg                 | Retransmite Canal 4                          | 1seg                | 1seg       | Departamento de Colonia. |
| 28  | 1                | 8.1           | Canal 8 HD (Salto)                   | Retransmite La Red                           | 16:9                | 1080i HDTV | Departamento de Salto. |
| 28  | 2                | 8.2           | Canal 8 SD (Salto)                   | Retransmite La Red                           | 16:9                | 576i SDTV  | Departamento de Salto. |
| 28  | 3                | 8.31          | Canal 8 1seg (Salto)                 | Retransmite La Red                           | 1seg                | 1seg       | Departamento de Salto. |
| 28  | 1                | 12.1          | Río Uruguay TV HD                    | Retransmite La Red                           | 16:9                | 1080i HDTV | Departamento de Río Negro |
| 28  | 2                | 12.2          | Río Uruguay TV SD1                   | Retransmite La Red                           | 4:3                 | 576i SDTV  | Departamento de Río Negro |
| 28  | 3                | 12.3          | Río Uruguay TV SD2                   | Retransmite La Red                           | 4:3                 | 576i SDTV  | Departamento de Río Negro |
| 28  | 1                | 12.1          | Teledoce HD                          | Generalista                                  | 16:9                | 1080i HDTV | Montevideo y Área metropolitana. |
| 28  | 2                | 12.2          | Teledoce SD                          | Generalista                                  | 16:9                | 576i SDTV  | Montevideo y Área metropolitana. |
| 28  | 3                | 12.31         | Teledoce 1seg                        | Generalista                                  | 1seg                | 1seg       | Montevideo y Área metropolitana. |
| 29  | 1                | 4.1           | Canal 4 HD                           | Generalista                                  | 16:9                | 1080i HDTV | Montevideo y Área metropolitana. |
| 29  | 2                | 4.2           | Canal 4 SD                           | Generalista                                  | 16:9                | 576i SDTV  | Montevideo y Área metropolitana. |
| 29  | 3                | 4.31          | Canal 4 1seg                         | Generalista                                  | 1seg                | 1seg       | Montevideo y Área metropolitana. |
| 30  | 1                | 5.1           | Canal 5 HD1                          | Generalista                                  | 16:9                | 1080i HDTV | -Montevideo y Área Metropolitana de Montevideo. -Artigas. -Bella Unión -Baltasar Brum. -Canelones. -Chuy. -Colonia del Sacramento. -Durazno. -Florida. -Fray Bentos. -Guichón. -Maldonado. -Melo -Mercedes. -Paysandú. -Río Branco. -Rivera. -Rocha. -Salto. -San José de Mayo. -Tacuarembó. -Treinta y Tres. -Trinidad. |
| 30  | 2                | 5.2           | Canal 5 HD2                          | Generalista                                  | 16:9                | 1080i HDTV | -Montevideo y Área Metropolitana de Montevideo. -Artigas. -Bella Unión -Baltasar Brum. -Canelones. -Chuy. -Colonia del Sacramento. -Durazno. -Florida. -Fray Bentos. -Guichón. -Maldonado. -Melo -Mercedes. -Paysandú. -Río Branco. -Rivera. -Rocha. -Salto. -San José de Mayo. -Tacuarembó. -Treinta y Tres. -Trinidad. |
| 30  | 3                | 5.31          | Canal 5 1seg                         | Generalista                                  | 1seg                | 1seg       | -Montevideo y Área Metropolitana de Montevideo. -Artigas. -Bella Unión -Baltasar Brum. -Canelones. -Chuy. -Colonia del Sacramento. -Durazno. -Florida. -Fray Bentos. -Guichón. -Maldonado. -Melo -Mercedes. -Paysandú. -Río Branco. -Rivera. -Rocha. -Salto. -San José de Mayo. -Tacuarembó. -Treinta y Tres. -Trinidad. |
| 31  | 1                | 10.1          | Canal 10 HD                          | Generalista                                  | 16:9                | 1080i HDTV | Montevideo y Área metropolitana. |
| 31  | 2                | 10.2          | Canal 10 SD                          | Generalista                                  | 16:9                | 576i SDTV  | Montevideo y Área metropolitana. |
| 31  | 3                | 10.31         | Canal 10 1seg                        | Generalista                                  | 1seg                | 1seg       | Montevideo y Área metropolitana. |
| 31  | 1                | 3.1           | TV Río HD                            | Retransmite La Red                           | 16:9                | 720p HDTV  | Departamento de Paysandú. |
| 31  | 2                | 3.2           | TV Río SD                            | Retransmite La Red                           | 16:9                | 576i SDTV  | Departamento de Paysandú. |
| 31  | 3                | 3.3           | TV Río+                              | Retransmite La Red                           | 16:9                | 576i SDTV  | Departamento de Paysandú. |
| 31  | 1                | 8.1           | Canal 8 Rosario HD1                  | Retransmite La Red                           | 16:9                | 1080i HDTV | Departamento de Colonia |
| 31  | 2                | 8.2           | Canal 8 Rosario HD2                  | Retransmite La Red                           | 16:9                | 1080i HDTV | Departamento de Colonia |
| 31  | 3                | 8.31          | Canal 8 Rosario 1seg                 | Retransmite La Red                           | 1seg                | 1seg       | Departamento de Colonia |
| 32  | 1                | 6.1           | TV Ciudad HD1                        | Generalista                                  | 16:9                | 1080i HDTV | Montevideo y Área metropolitana. |
| 32  | 2                | 6.2           | TV Ciudad HD2                        | Generalista                                  | 16:9                | 1080i HDTV | Montevideo y Área metropolitana. |
| 32  | 3                | 6.31          | TV Ciudad 1Seg                       | Generalista                                  | 1seg                | 1seg       | Montevideo y Área metropolitana. |
| 35  | 1                | 9.1           | TeleRocha HD                         | Retransmite La Red                           | 16:9                | 1080i HDTV | Departamento de Rocha. |
| 35  | 2                | 9.2           | TeleRocha SD                         | Retransmite La Red                           | 16:9                | 576i SDTV  | Departamento de Rocha. |
| 35  | 1                | 11.1          | Canal 11 HD (Treinta y Tres)         | Retransmite La Red                           | 16:9                | 1080i HDTV | Departamento de Treinta y Tres. |
| 35  | 2                | 11.2          | Canal 11 SD (Treinta y Tres)         | Retransmite La Red                           | 16:9                | 576i SDTV  | Departamento de Treinta y Tres. |
| 35  | 3                | 11.31         | Canal 11 1seg (Treinta y Tres)       | Retransmite La Red                           | 1seg                | 1seg       | Departamento de Treinta y Tres. |
| 38  | 1                | 38.1          | RBTV                                 | Retransmite La Red                           | 16:9                | 576i SDTV  | Departamento de Cerro Largo. |
| 41  | 1                | 11.1          | Canal 11 Punta del Este HD           | Retransmite Canal 4 (Montevideo).            | 16:9                | 1080i HDTV | Departamento de Maldonado. |
| 41  | 2                | 11.2          | Canal 11 Punta del Este HD Plus      | Programación local.                          | 16:9                | 1080i HDTV | Departamento de Maldonado. |
| 41  | 3                | 11.3          | Canal 11 Punta del Este SD           | Retransmite Canal 4 (Montevideo).            | 16:9                | 576i SDTV  | Departamento de Maldonado. |
| 41  | 31               | 11.31         | Canal 11 Punta del Este 1seg         | Retransmite Canal 4 (Montevideo).            | 1seg                | 1seg       | Departamento de Maldonado. |
| 41  | 1                | 10.1          | TV 10 HD                             | Retransmite La Red                           | 16:9                | 1080i HDTV | Departamento de Rivera. |
| 41  | 2                | 10.2          | TV 10 SD                             | Retransmite La Red                           | 16:9                | 576i SDTV  | Departamento de Rivera. |
| 45  | 1                | 4.1           | Canal 4 - Chuy Color                 | Retransmite La Red                           | 16:9                | 576i SDTV  | Departamento de Rocha. |

NOTA: Grilla completa. Algunos datos pueden no ser correctos de acuerdo a cambios en los parámetros de transmisión.